# Redbird Smith
Redbird Smith is een plaats (census-designated place) in de Amerikaanse staat Oklahoma, en valt bestuurlijk gezien onder Sequoyah County.

## Demografie
Bij de volkstelling in 2000 werd het aantal inwoners vastgesteld op 411.

## Geografie
Volgens het United States Census Bureau beslaat de plaats een oppervlakte van
31,3 km², waarvan 31,1 km² land en 0,2 km² water.

## Plaatsen in de nabije omgeving
De onderstaande figuur toont nabijgelegen plaatsen in een straal van 12 km rond Redbird Smith.